# (4905) Hiromi
(4905) Hiromi est un astéroïde de la ceinture principale.

## Description
(4905) Hiromi est un astéroïde de la ceinture principale. Il fut découvert le 15 mai 1991 à Kitami par Atsushi Takahashi et Kazuro Watanabe. Il présente une orbite caractérisée par un demi-grand axe de 2,60 UA, une excentricité de 0,17 et une inclinaison de 12,4° par rapport à l'écliptique.

## Compléments